# 真夏の恋 (小田和正の曲)
「真夏の恋」（まなつのこい）は、1994年7月16日に発売された小田和正通算12作目のシングル。発売元はファンハウス。

## 解説
日本テレビ系、西田敏行主演の土曜ドラマ『遠山金志郎美容室』主題歌で、コーラスに中西圭三が参加。
また、小田自身の演出によるプロモーションビデオも製作され、江ノ電沿線の鎌倉高校前駅周辺や、秋谷海岸などがロケ地として使われた（この映像はファンクラブ会員限定ビデオ『LIFE-SIZE 1994』に収録）。また、秋谷海岸にあるレストラン『MARLOWE（マーロウ）』もロケに使われていたが、ここはかつてオフコース時代に「夏の日」（1984年）、「君住む街へ」（1988年）のプロモーションビデオにも使われている。
カップリングの「夏の終り」は、オフコース時代の楽曲のセルフカバー。後に、『LOOKING BACK』、『あの日 あの時』に収録された。

## 収録曲
（全作詞・作曲・編曲：小田和正）
1. 真夏の恋
2. 夏の終り
1978年に発表されたオフコース時代の楽曲のセルフカヴァー。